# خانه روغن فروش
خانه تاریخی روغن فروش مربوط به دوره قاجار است و در اصفهان، خیابان عبدالرزاق، کوچه علیقلی آقا، بعد از چهارسوق علیقلی آقا واقع شده و این اثر در تاریخ ۲۲ مرداد ۱۳۸۴ با شمارهٔ ثبت ۱۳۰۱۴ به‌عنوان یکی از آثار ملی ایران به ثبت رسیده است.